# Watra (zespół muzyczny)
WІА «Wаtrа» — to ukraiński zespół wokаlno instrumentalny, który został stworzony przez kompozytora і wykonawcę Мychajła Маnulaka w 1971 roku przy Lwowskiej Filharmonii.
Repertuar zespołu składał się niemal wyłącznie z autorskich ukraińskojęzycznych pieśni oraz z współczesnych opracowań narodowych pieśni ukraińskich. Lwią część repertuaru zespołu stworzył jego założyciel i lider Mychajło Manulak. Podstawowymi gatunkami były Jazz-rock i Folk-jazz-rock (Kompozycje "Taniec pragnienia", "Wartowniczy dym", "Oj do kogo należy ten koń"). WIA "Watra" pod przewodnictwem swojego pierwszego lidera i założyciela Mychajła Manulaka była wśród pionierów Jazz-rocka na ziemiach ukraińskich. Po występach gościnnych, które zespół dał niemal w całym ZSRR i które okazały się sukcesem Mychajłem Manulakiem, liderem grupy zainteresowało się KGB. Chciało ono zmusić go do odejścia od tworzenia repertuaru skierowanego na rozwój współczesnych nurtów ukraińskiej muzyki. Po tym jak odmówił on współpracy z organami państwa i nie zgodził się na ustępstwa usunięto go z kierownictwa WIA "Watry" a także zwolniono go z Filharmonii. Po tym fakcie na czele grupy stanął Roman Kudła. Starał się on zachować stworzony przez Mychajłę Manulaka imidż zespołu. W 1974 roku wydano płytę WIA "Watra", na której umieszczono folk-jazzowo-rockowe kompozycje M.Manulaka. Nie wspomniano jednak z imienia autora tych kompozycji, ponieważ było to zabronione.